# ㅂ
是朝鮮語諺文的一个辅音字母，被稱為，在韓國及朝鮮的字母表上的排序分別為第八及第六。
ㅂ作初声时一般读作清双唇塞音/p/。在清音与清音之间，即元音、鼻音、流音与元音之间浊化为浊双唇塞音/b/。作终声时，读作无声除阻的/p̚/。
ㅂ在馬-賴轉寫中，作初声时转写为p，作终声时转写为p；在文观部式中，作初声时转写为b，作终声时转写为p。
ㅂ在朝鲜语盲文中，作初声时为，作终声时为。其EUC-KR编码为A4B2，摩尔斯电码为“·--”。

## 字符编码
| 種類                | 種類         | 用途 | Unicode | HTML     |
| ------------------- | ------------ | ---- | ------- | -------- |
| 諺文相容字母        | 諺文相容字母 | ㅂ   | U+3142  | &#12610; |
| 諺文字母 應用       | 初聲         |      | U+1107  | &#4359;  |
| 諺文字母 應用       | 終聲         |      | U+11B8  | &#4536;  |
| 漢陽私人 使用區應用 | 初聲         |      | U+F7AE  | &#63406; |
| 漢陽私人 使用區應用 | 終聲         |      | U+F8B9  | &#63673; |
| 半形字母            | 半形字母     | ﾲ    | U+FFB2  | &#65458; |